# ヴィリモニ・ボティツ
ヴィリモニ・ボティツ（Vilimoni Botitu、1998年6月15日 - ）は、トップ14カストル・オランピックに所属するラグビー選手。

## プロフィール
- フィジー出身。
- ポジションはウィング(WTB)。
- 身長 170cm、体重 80kg
- U20フィジー代表に選ばれたことがある[1]。

## 略歴
2020年、カストル・オランピックに加入。
2021年、東京五輪の7人制フィジー代表に選ばれて金メダル獲得。